# Urenco

Ehemaliges Urenco-Logo

Die Urenco-Gruppe ist eine Gesellschaft britischen Rechts mit Hauptsitz in Marlow (Großbritannien). Nach Angaben der URENCO Deutschland GmbH ist der Konzern URENCO Ltd. ein „unabhängiger, globaler Energie- und Technologiekonzern“ und betreibt Anlagen mit selbst entwickelter Zentrifugentechnologie in Deutschland, in den Niederlanden, in Großbritannien und seit Mitte 2010 auch in den USA. Ihr Ziel sei es, „sichere, kostengünstige und zuverlässige Urananreicherung für zivile Kernkraftwerke im Rahmen ökologischer, sozialer und unternehmerischer Verantwortung bereitzustellen“, um ihre Kunden dabei zu unterstützen, „den globalen Energiebedarf zu decken und CO2-arme Energie zu erzeugen“.
„Urenco“ ist das Akronym von „Uranium Enrichment Company“.

## Struktur

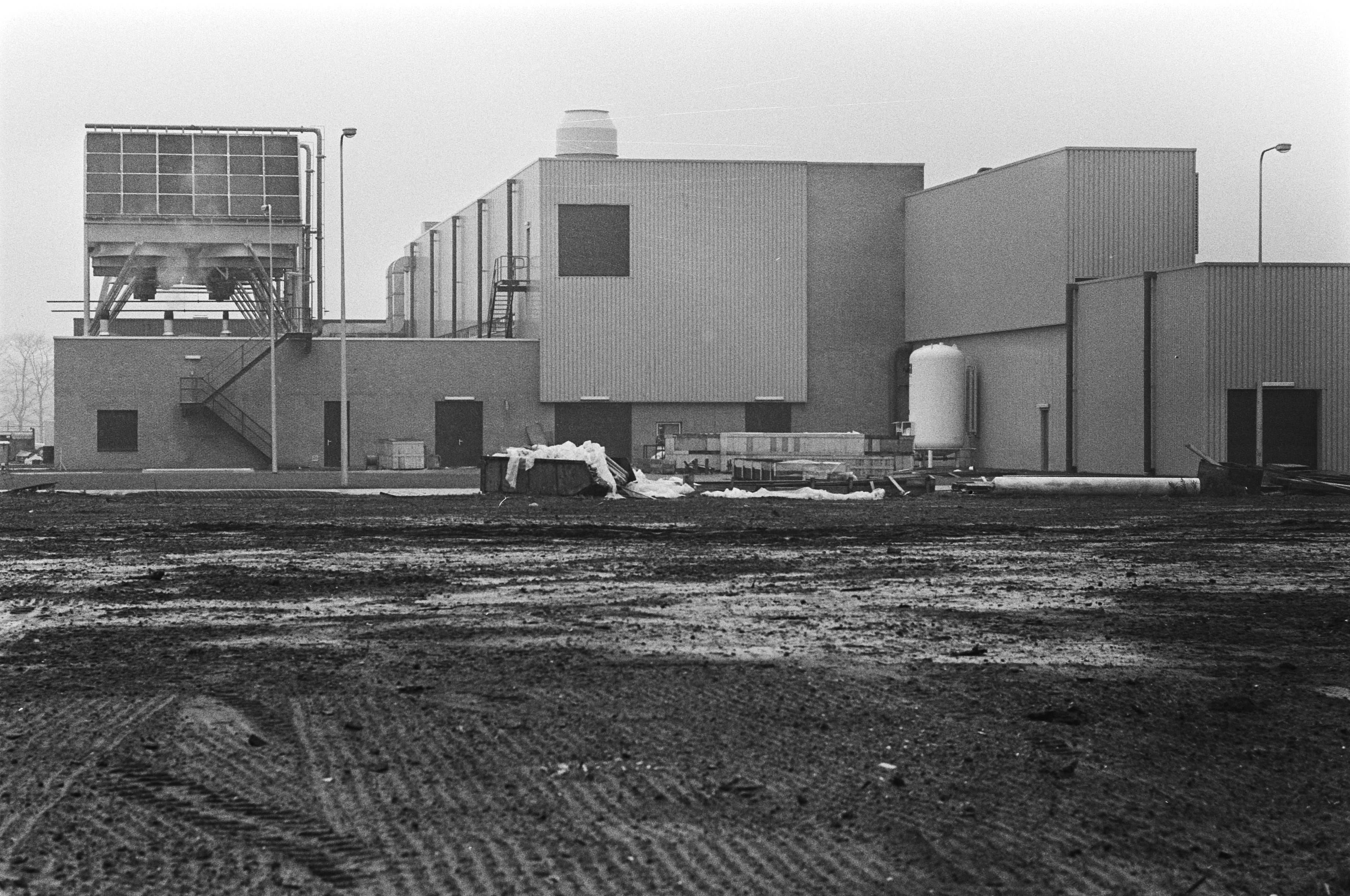
Urananreicherungsanlage in Almelo (1976)

Die Gruppe ist in zwei Geschäftsbereiche geteilt:
1. Die Urenco-Technologiegruppe produziert Zentrifugenanlagen. Zunächst wurden die Zentrifugen lediglich an die eigene Anreicherungsgruppe verkauft, seit einiger Zeit wird die Technik auch global vermarktet. Standorte sind Almelo, Capenhurst (Borough Cheshire West and Chester), Gronau (Westf.) und Eunice (New Mexico, USA).
2. Die Urenco-Anreicherungsgruppe (UEC) betreibt die Anreicherung von Uran nach dem Zentrifugenverfahren und den Vertrieb des Endproduktes. Zurzeit existieren drei Standorte in Europa:
  - Capenhurst in Cheshire,
  - Almelo und
  - Gronau, die einzige Anlage in Deutschland.

In den Vereinigten Staaten ist seit 2010 ein Werk in Eunice im Bundesstaat New Mexico in Betrieb.

## Firmengeschichte
Urenco wurde 1970 mit dem 'Vertrag von Almelo' zwischen Großbritannien, Deutschland und den Niederlanden gegründet. Dadurch sollten die Forschungen der drei Länder an der Zentrifugentechnik vereint und kommerziell genutzt werden. Großbritannien und die Niederlande halten je ein Drittel der Anteile. Die deutschen Atomkraftwerksbetreiber RWE und E.ON besitzen jeweils ein Sechstel der Anteile.
Urenco belieferte 2006 den Weltmarkt für angereichertes Uran mit einem Anteil von 23 Prozent. Bei einem Umsatz von knapp 900 Millionen Euro wurde ein Reingewinn von 209 Millionen Euro ausgewiesen. Urenco gilt mit jährlich rund 18.300 t Urantrennarbeit/Jahr als weltweit zweitgrößter Urananreicherer (nach dem staatlich geführten russischen Atomkonzern Rosatom), bedient nach eigenen Angaben 50 Kunden in rund 20 Ländern und hält nach Auskunft der Bundesregierung 2016 einen Anteil von 30 % am Weltmarkt für angereichertes Uran.
Urenco begann mit drei Pilotanlagen an den drei europäischen Standorten, bevor die Errichtung der ersten beiden kommerziellen Anlagen an den Standorten Capenhurst (E21) und Almelo (SP3) begann. Die ersten Kundenlieferungen wurden 1976 aufgenommen, die volle Kapazität erreichten die Anlagen 1980 mit einer gesamten Urantrennarbeit von 460 Tonnen pro Jahr. Die anschließende Produktionsausweitung konnte dank des modularen Aufbaus der Zentrifugentechnik gut an die tatsächlichen Lieferverträge angepasst werden, da sich die Nachfrageprognosen der 1970er Jahre in den 1980er und 1990er Jahren als völlig übertrieben herausstellten.
Die Kapazität der Urenco-Anlagen betrug 2008 mehr als 10.000 Tonnen Trennarbeit im Jahr und soll weiter ausgebaut werden.
Im Juni 2010 wurde das Werk in Eunice, New Mexico in Betrieb genommen. Davor waren in USA praktisch nur Anreicherungsanlagen der ersten Generation in Betrieb oder in Bereitschaft, insbesondere eine aus dem Jahre 1954 stammende Anlage in Paducah, Kentucky.
Bei einem Zwischenfall in der Urananreicherungsanlage Gronau wurde am 21. Januar 2010 ein Arbeiter kontaminiert. Er wurde erhöhter ionisierender Strahlung ausgesetzt.
Seit 2019 reichert Urenco Uran (U235) nicht nur auf fünf, sondern auf 19,75 % an. Ab 20 % gilt U235 als waffenfähig.
Konkretes Interesse an der höheren Anreicherung äußerte das US-Verteidigungsministerium für kleine mobile Reaktoren in „rapid response scenarios“.
Für die Entwicklung von eigenen Mini-Reaktoren hat Urenco das U-Battery-Konsortium (zur Realisierung von Modulreaktoren) gegründet.

## Kritik

### Uranerz aus Namibia
Im Mai 1985 beschloss der Namibia-Rat der Vereinten Nationen (UNCN) gegen Urenco wegen Bruch einer UNCN-Verordnung zu klagen. Nach dieser Verordnung war der Abbau der natürlichen Ressourcen in Namibia unter der Besatzungsmacht Südafrika verboten, Urenco wurde jedoch vorgeworfen, Uranerz aus der Rössing-Mine importiert zu haben.  Der Fall kam im Juli 1986 vor Gericht, wo die niederländische Regierung sich der Position von Urenco anschloss, nicht gewusst zu haben, wo das Uranerz gewonnen wurde.

### Uranexport nach Russland
2007 geriet die Firma in die öffentliche Kritik, als ein Beitrag der ZDF-Sendung Frontal21 berichtete, das Unternehmen verbringe abgereichertes UF6 nach Russland zur Wiederaufbereitung, ohne sich um die dort vorherrschenden mangelhaften Sicherheitszustände und die damit verbundenen Gesundheitsrisiken für die russischen Arbeiter zu kümmern. Seit 1996 und zuletzt im August 2008 wurde der als „Wertstoff“ deklarierte Abfall der Urananreicherung von Gronau auf dem Schienenweg in das sibirische Sewersk an den dortigen Vertragspartner TWEL geliefert und dort unter freiem Himmel in Stahlfässern gelagert. Am Export des abgereicherten UF6 sind auch andere Unternehmen, wie das russische Staatsunternehmen Tenex, beteiligt. Lediglich 10 bis 15 Prozent kamen nach Firmenangaben in Form von Brennstoff zurück nach Deutschland, der Rest verblieb in Russland, wie die Fernsehdokumentation Albtraum Atommüll darstellte.
Ende Juli 2019 wurde erneut ein Sonderzug mit 600 Tonnen Uranhexafluorid mit Ziel Russland vom Ministerium für Wirtschaft, Innovation, Digitalisierung und Energie des Landes Nordrhein-Westfalen bestätigt.

### Uranexport nach Japan
Im Zusammenhang mit der Nuklearkatastrophe von Fukushima geriet die Firma in die Schlagzeilen, weil Urenco mehrere Kunden in Japan hat und angereichertes Uran zur Brennstäbeherstellung nach Japan exportiert hat.

## Sponsoring
Die Urenco Deutschland engagiert sich als Sponsor des Kulturprogramms der Stadt Gronau und als Hauptsponsor der Fußballmannschaften Vorwärts Epe 1923 e. V. (Landesliga) und Fortuna Gronau 09/ 54 e. V.